# Галимов, Бекиш
Бекиш Галимов (15 апреля 1937, Ашхабад — 11 октября 2018, Уилский район, Актюбинская область) — работник советского сельского хозяйства, колхозник, старший чабан колхоза имени Курманова, Герой Социалистического Труда (1971). Заслуженный работник сельского хозяйства Казахской ССР. Депутат Верховного Совета Казахской ССР. Член ЦК Компартии Казахской ССР.

## Биография
Родился в 1937 году в Ашхабаде. В том же году семья Галимовых переехала в Уилский район Актюбинской области.
В 1956 году вступил в колхоз имени Курманова Уилского района Актюбинской области. Трудился чабаном. В 1963 году был назначен старшим чабаном.
Пои итогам восьмой пятилетки получил в среднем по 125 ягнят от 100 овцематок. С каждой овцы было получено по 4,1 килограмма шерсти. За этот доблестный труд был удостоен в 1971 году звания Героя Социалистического Труда.
В 1972 году получил от 100 овцематок по 138 ягнят. В этом же году было получено от каждой овцы по 4,3 килограмма шерсти. За этот доблестный труд был награждён вторым Орденом Ленина.
В 1974 году был удостоен звания заслуженный работник сельского хозяйства Казахской ССР.
В 1963 году вступил в КПСС. Принимал участие в XXIIII съезде КПСС. Избирался членом ЦК Компартии Казахской ССР и депутатом Верховного Совета Казахской ССР.
Почетный гражданин Уилского района (12.06.2001).
Проживал в селе Курман сельского округа имени Ш. Берсиева Уилского района Актюбинской области.
Скончался 15 апреля 2018 года. Похоронен на кладбище села Коптогай Уилского района.

## Награды
- Герой Социалистического Труда — Указом Президиума Верховного Совета СССР «О присвоении звания Героя социалистического Труда передовикам сельского хозяйства Казахской ССР» от 8 апреля 1971 года за выдающиеся успехи, достигнутые в развитии сельскохозяйственного производства и выполнении пятилетнего плана продажи государству продуктов земледелия и животноводства удостоена звания Героя Социалистического Труда с вручением ордена Ленина и золотой медали «Серп и Молот»[1];
- дважды Орден Ленина (1971, 1972).